# Никольское (деревня, Одинцовский район)
Никольское — деревня в Одинцовском городском округе Московской области России.
Находится в западной части Московской области, в 30 км к западу от центра Москвы и в 7 км к западу от центра Одинцова, на правом берегу реки Медвенки. С запада к Никольскому примыкает деревня Лапино, с юга — дачно-потребительский кооператив «Работники МИД», относящийся к селу Перхушково. Высота центра над уровнем моря 181 м. Деревня Никольское расположена в 300 метрах к югу от 1-го Успенского шоссе. Въезд транспорта возможен только через соседнюю деревню Лапино. Ближайшая остановка общественного транспорта также находится в Лапине. Автобусные маршруты соединяют деревню с Одинцовом и Звенигородом.
Впервые в исторических документах деревня встречается в писцовой книге 1627 года, согласно которой в деревне было 13 крестьянских и бобыльских дворов и проживало столько же жителей. Деревня находилась во владении Фёдора Тимофеевича Пушкина. По Экономическим примечаниям 1800 года деревня состояла из 13 дворов, где проживало 114 человек. На 1852 год в Никольском числилось 8 дворов и 52 жителя, в 1890 году — 34 человека. По Всесоюзной переписи 17 декабря 1926 года числилось 10 хозяйств и 52 жителя, по переписи 1989 года — 19 хозяйств и 32 жителя. До 2019 года Никольское относилось к Назарьевскому сельскому поселению.

## Население
| 2002 | 2006 | 2010 |
| ---- | ---- | ---- |
| 26   | →26  | ↗87  |